# 5-ös busz (Várpalota)
A várpalotai 5-ös jelzésű autóbusz a Szabadság tér és a Szerviz megállóhelyek között közlekedett. A vonalat a Volánbusz üzemeltette.

## Története
A járat azért szűnt meg, mert Várpalotán 2021. január 1-jétől a helyközi járatokon nem fogadják el a helyi jegyeket és bérleteket.

## Közlekedése
A járat a hét minden napján közlekedett.

## Útvonala
| Szerviz felé                                             | Szabadság tér felé                                       |
| -------------------------------------------------------- | -------------------------------------------------------- |
| Szabadság tér – Szent Imre utca – Veszprémi út – Szerviz | Szerviz – Veszprémi út – Szent Imre utca – Szabadság tér |

## Megállóhelyei
| 0 | Szabadság tér     | 5 | 2, 4, 10, 10A, 11, 11Y, 14 | Thury Vár, Nagyboldogasszony templom, Városháza, Trianon Múzeum, Nepomuki Szent János Római Katolikus Általános Iskola |
| 2 | Rákóczi lakótelep | 3 |                            | |
| 3 | Loncsos lakótelep | 2 |                            | |
| 5 | Szerviz           | 0 |                            | |